# Európa Most!
Az Európa Most! Mozgalom (montenegróiul: Pokret Evropa Sad!, röviden PES!), ismertebb nevén Európa Most! (montenegróiul: Evropa sad!) egy centrista, gazdaságközpontú és korrupcióellenes politikai mozgalom Montenegróban, amelyet 2022 júniusában alapított két korábbi miniszter: Milojko Spajić (volt pénzügy- és szociális miniszter) és Jakov Milatović (volt gazdasági miniszter). 2023 óta Montenegró kormánypártja.
A mozgalom neve megegyezik egy 2022 januárjában bevezetett népszerű gazdasági reformprogrammal, amely például megduplázta a minimálbért (222 euróról 450-re) és csökkentette az egészségügyi járulékokat.

## Története
A mozgalom elsőként a 2022 októberi önkormányzati választásokon mérette meg magát, különösen jó eredményeket érve el Podgoricában, ahol az addig a kilencvenes évek óta hatalmon lévő populista DPS hatalmát sikerült megtörni. A választási listát Jakov Milatović vezette, aki új koalíciót alakított a főváros közgyűlésében. A hivatalos eredményeket viszont csak 2023 márciusában hirdették ki, mivel a montenegrói alkotmánybíróság működésképtelensége miatt (a parlamenti válság következményeként) elhúzódott az eljárás. A párt továbbá megszerezte a polgármesteri pozíciót Danilovgrádban és Žabljakban is. A önkormányzati választások után közzétett felmérések szerint a mozgalom népszerűsége jelentősen növekedett.
2023 januárjában Milojko Spajić bejelentette indulását a márciusi elnökválasztáson, de később kizárták, mert felmerült, hogy szerb állampolgársággal is rendelkezik – ez pedig a montenegrói törvények értelmében kizáró ok. Röviddel ezután a mozgalom úgy döntött, hogy másik társalapítóját, Jakov Milatovićot jelöli. Az első fordulóban Milatović jobban teljesített, mint a közvélemény-kutatások, a szavazatok 29%-át szerezte meg, és végül Április 2-án a második fordulóban legyőzte a régóta kormányzó Milo Đukanovićot, a szavazatok nagyjából 60%-át megszerezve.
Miután a választási bizottság kizárta Milojko Spajićot  az elnökválasztásból, sokan úgy gondolták, hogy politikai karrierje megtorpanhat. Az Európa Most! a 2023. júniusi parlamenti választásokon azonban a legnagyobb támogatást szerezte meg, és 24 mandátumot kapott a 81 fős parlamentben. A választások után hosszú és nehéz koalíciós tárgyalások kezdődtek. Az Európa most! végül sikeresen egyezett meg más pártokkal, és Milojko Spajićot nevezték ki miniszterelnöknek 2023 októberében. Mivel a miniszterelnöki tisztséghez nem szükséges kizárólagos montenegrói állampolgárság, így ebben az esetben nem volt akadálya a kinevezésének – ellentétben az elnöki poszttal.

## Választási eredmények

### Elnökválasztások
| Választás | Jelölt          | Első forduló     | Első forduló         | Második forduló  | Második forduló      | Eredmény |
| Választás | Jelölt          | Szavazatok száma | Szavazatok százaléka | Szavazatok száma | Szavazatok százaléka | Eredmény |
| --------- | --------------- | ---------------- | -------------------- | ---------------- | -------------------- | -------- |
| 2023      | Jakov Milatović | 97,858           | 28.92%               | 221,592          | 58.88%               | Nyert    |

### Parlamenti választások
| Választás | Vezető         | Eredmény         | Eredmény             | Eredmény         | Parlamenti státusz |
| Választás | Vezető         | Szavazatok száma | Szavazatok százaléka | Mandátumok száma | Parlamenti státusz |
| --------- | -------------- | ---------------- | -------------------- | ---------------- | ------------------ |
| 2023      | Milojko Spajić | 77,203           | 25.53%               | 20 / 81          | Kormánypárt        |